# Caloscypha fulgens
Caloscypha fulgens (Christian Hendrik Persoon, 1822 ex Émile Boudier, 1885) din încrengătura Ascomycota, în familia Caloscyphaceae și de genul Caloscypha, este o ciupercă comestibilă și saprofită, în unii ani absentă, în alții foarte frecventă. Astfel, în 2011, a fost abundentă în multe păduri. Un nume popular nu este cunoscut. Specia trăiește în România, Basarabia și Bucovina de Nord în grupuri mari, stând adesea foarte dense, pe soluri calcaroase mai bune în pădurile montane de conifere și mixte între mușchi, în primul rând pe lângă brazi argintii, dar, de asemenea, în apropiere de molizi. Timpul principal al apariției este din martie până în mai după topirea zăpezii, dar buretele se poate găsi chiar și până în iulie. Specia reprezintă tipul de specie.

## Taxonomie

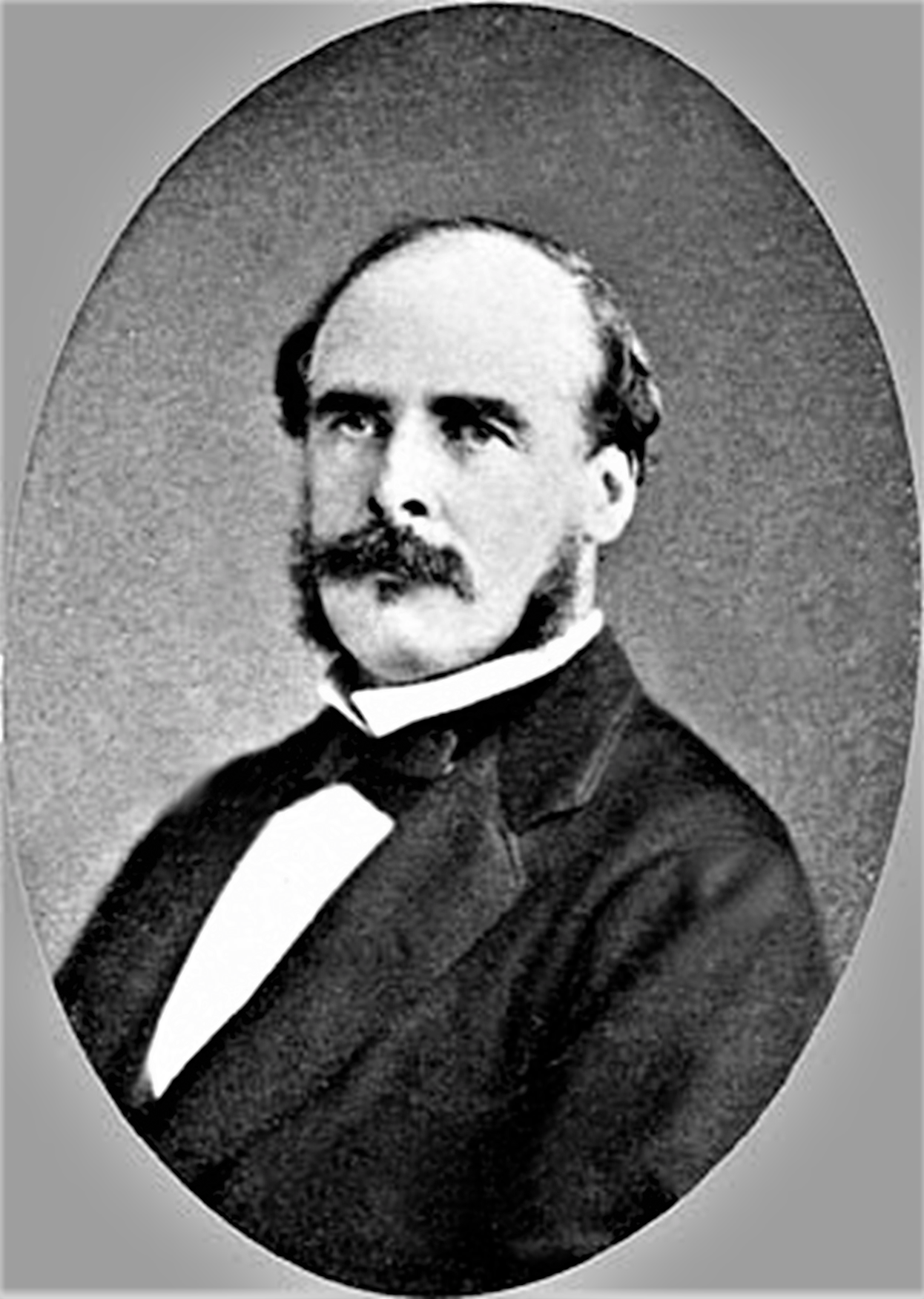
Émile Boudier

Numele binomial Peziza fulgens a fost determinat de renumitul micolog bur Christian Hendrik Persoon în volumul 1 al lucrării sale Mycologia Europaea din 1822.
Apoi, în 1885, micologul francez Émile Boudier a transferat specia la genul creat de el, anume Caloscypha, sub păstrarea epitetului, de verificat în volumul 1 al jurnalului micologic Bulletin de la Société mycologique de France, fiind și numele curent valabil (2023). 
Toate celelalte încercări de redenumire sunt acceptate drept sinonime, dar nu sunt folosite.
Mai este de menționat că, din 1968, genul Caloscypha a fost plasat în familia Pyronemataceae, o familie mică de ciuperci care se disting de alte Pezizales prin peridiul lor relativ nedezvoltat, dar, în 2002, noua familie Caloscyphaceae a fost descrisă ca conținând genul monotip Caloscypha.
Epitetul specific este derivat din adverbul latin (latină fulgens=lucios, strălucitor, datorită aspectului.

## Descriere
Analiza filogenetică a datelor secvenței ADN arată că, în cadrul ordinului Pezizales, Caloscypha fulgens aparține unei filiații evolutive cu familiile Helvellaceae, Morchellaceae și Tuberaceae.

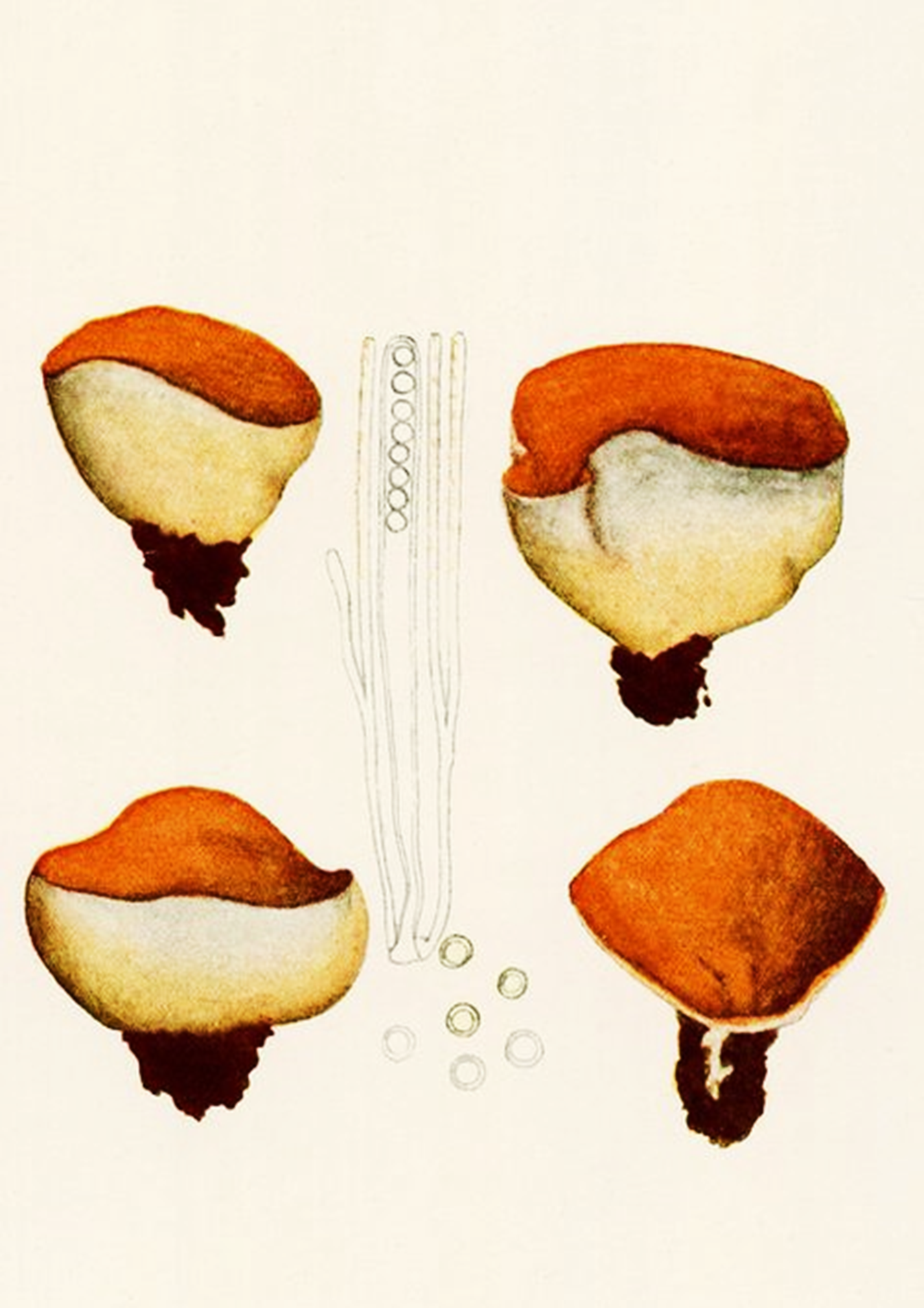
Bres.: Caloscypha fulgens

- Corpul fructifer: cu un diametru de 1-6 cm (8 cm, rar chiar mai mare) și o înălțime de 2-4 cm este mai întâi globulos, repede semi-globulos, apoi răspândit în formă de cupă sau urnă. La bătrânețe prezintă rupturi neregulate. Datorită faptului că exemplarele cresc deseori foarte dens, corpurile fructifere în formă de cupă sunt adesea deformate. Suprafață inferioară (superioară), cea fertilă (adică cea căptușită cu stratul himenal care va produce sporii), este netedă până la ușor încrețită, de un colorit galben-portocaliu până la roșu-portocaliu, chiar și roșiatic aprins. La maturitate, la cea mai mică adiere de vânt sau atingere se vor ridica sporii ca un fum albicios-gălbui. Suprafața exterioară cu aspect pufos-pâslos poate avea un colorit brun deschis, brun-măsliniu, chiar și verzui sau albastru verzui pătat decolorându-se în vârstă. Spre bază ciuperca este albă și flocoasă.
- Piciorul: lipsește mereu. Corpul fructifer este culcat plat pe pământ.
- Carnea: subțire și ceroasă este portocaliu-gălbuie aproape transparentă. La o leziune se decolorează galben-verzui până la albastru-verzui. Mirosul este neremarcabil și gustul blând.[4][5]
- Caracteristici microscopice: are spori globuloși, netezi, hialini (translucizi), cu pereți subțiri și cu un diametru de 5-7 microni. Pulberea lor est de un galben deschis. Ascele lungi, neamiloze, cilindrice și pediculate măsoară 140-160 x 7-8 microni, purtând 8 spori oblongi și haploizi. Parafizele (celule sterile între asce) sunt filiforme, egale, rar furcate, cu o grosime de 2 µm conținând carotinoide care determină colorarea interiorului galben-portocaliu precum apice granulate galben.[12]
- Reacții chimice: nu sunt cunoscute.[13]

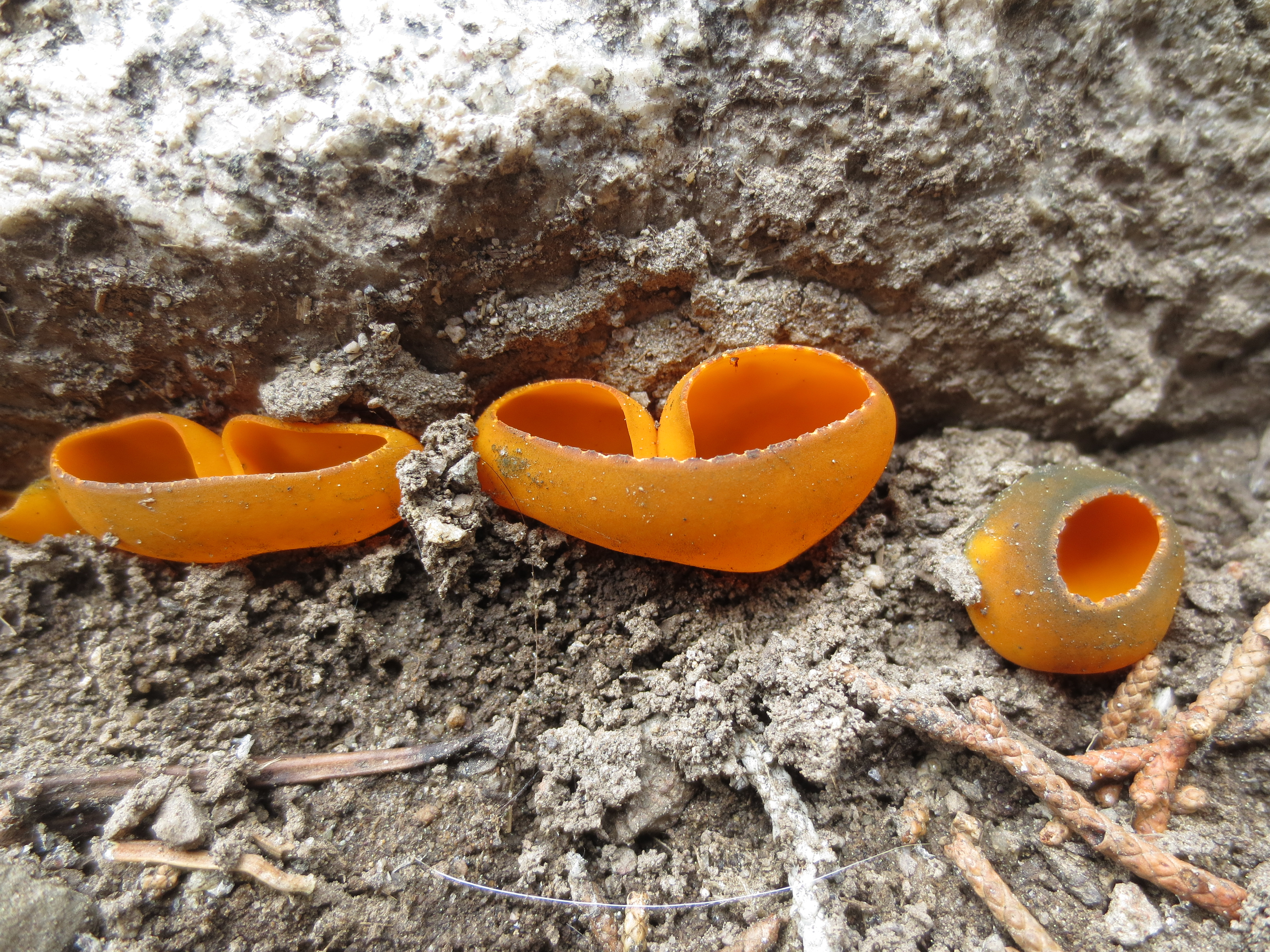
C. fulgens tinere
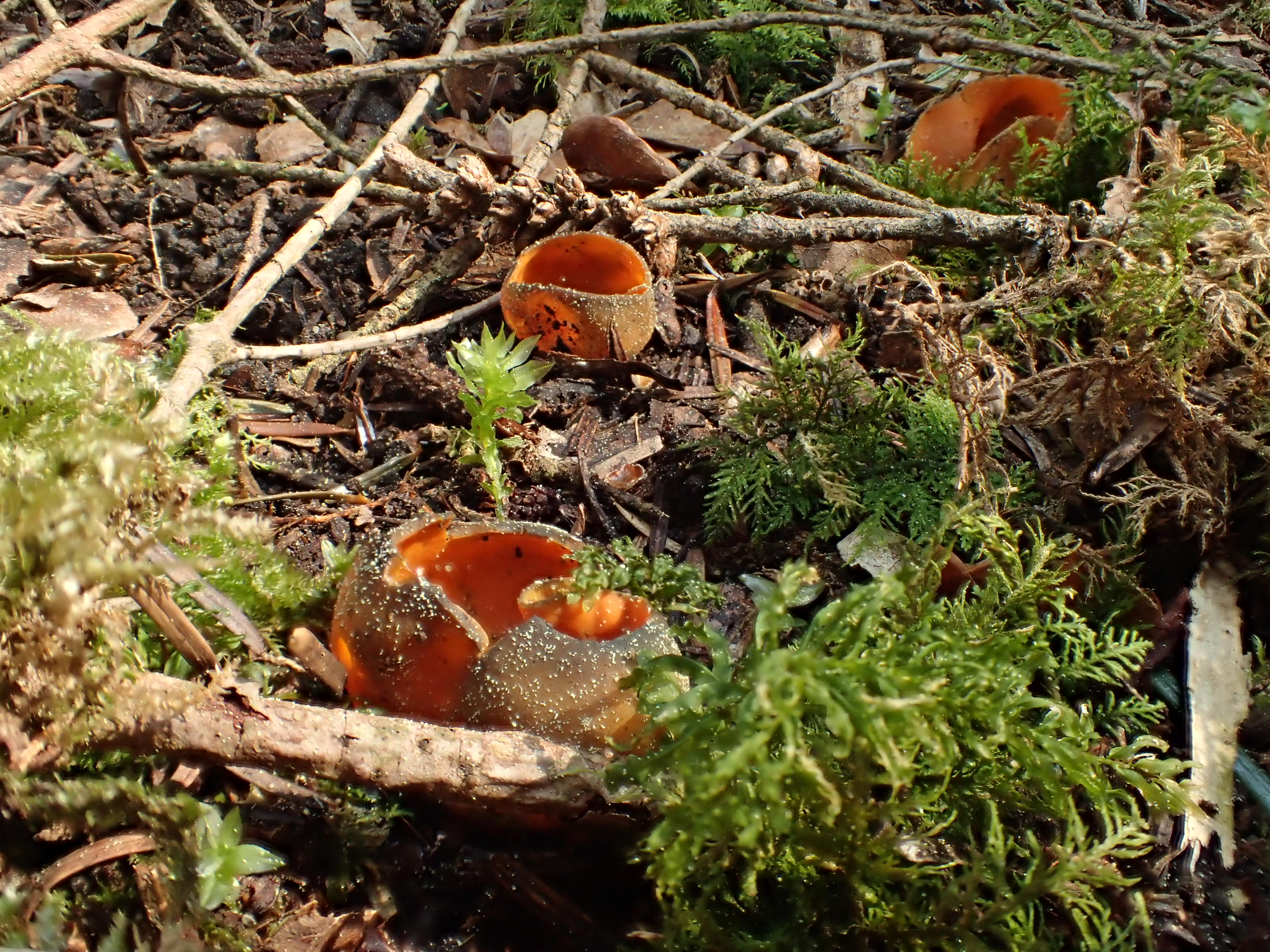
C. fulgens matură
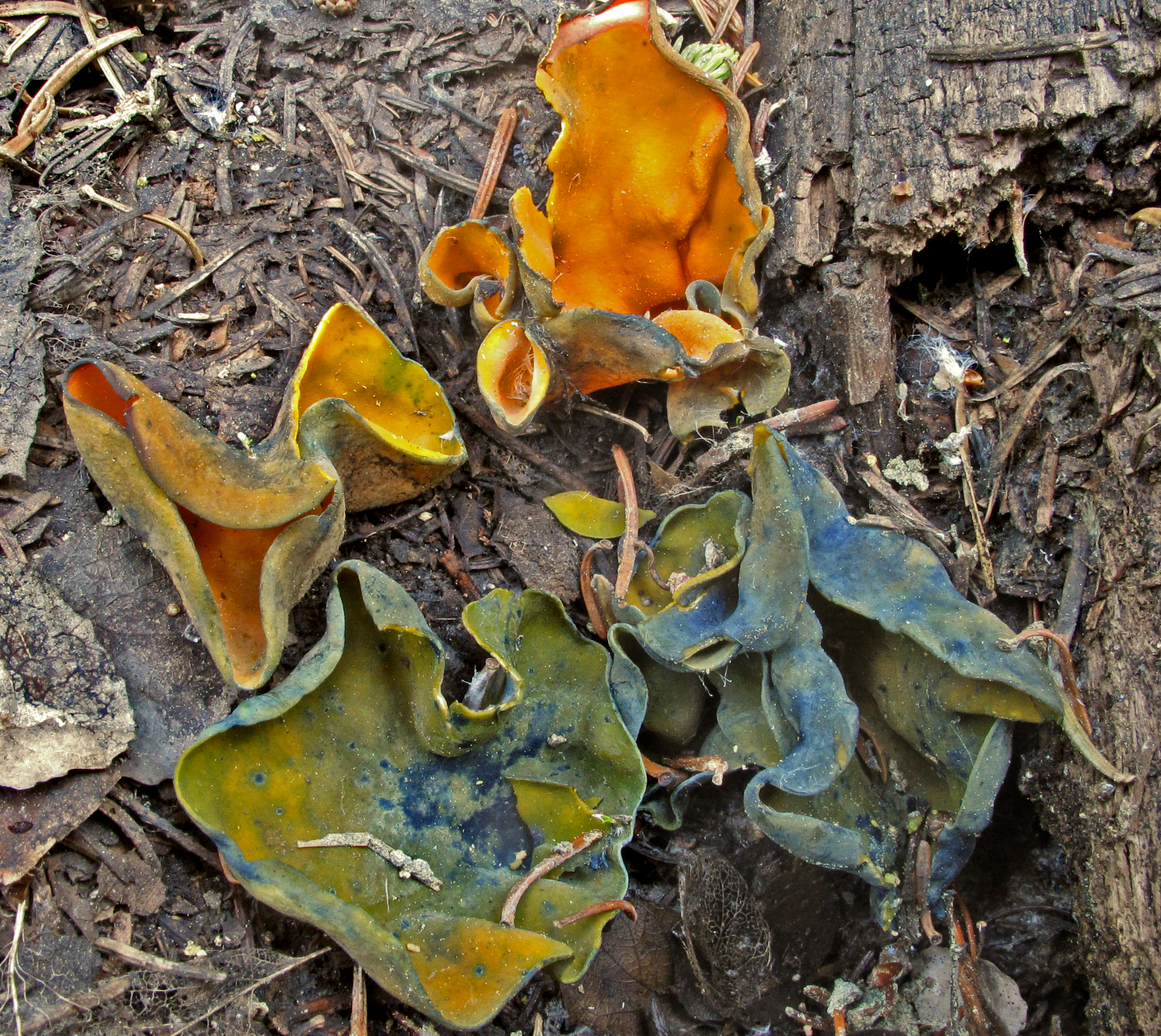
C. fulgens bătrâne
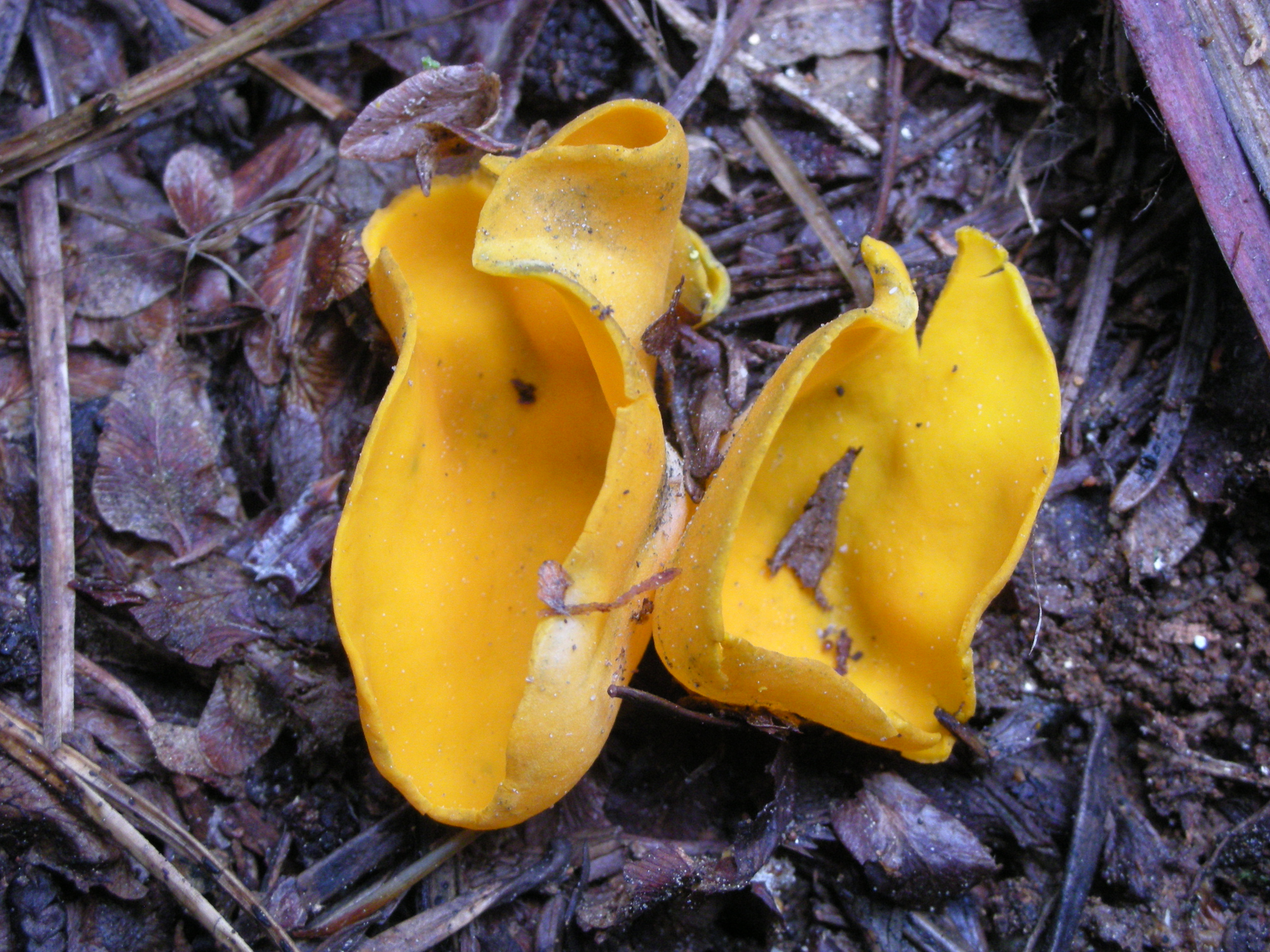
C. fulgens mai galbenă
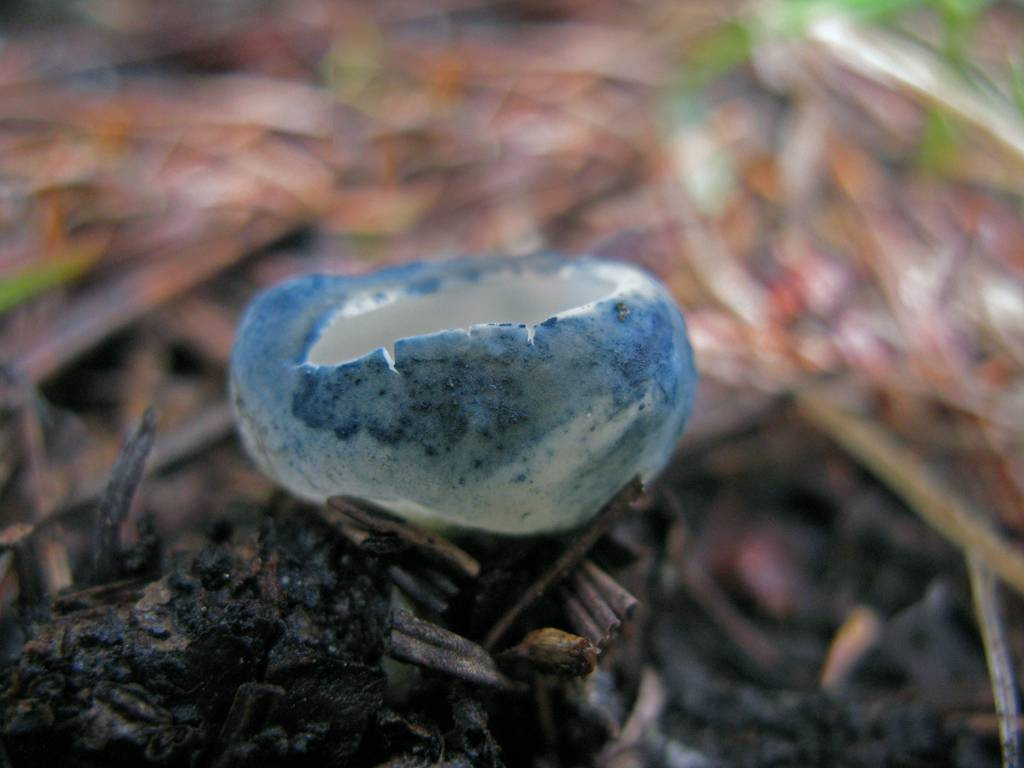
C. fulgens, un mutant rar albinos

## Confuzii
Caloscypha fulgens poate fi confundată cu speciile inofensive Aleuria aurantia, Disciotis venosa, Gyromitra leucoxantha sin. Discina leucoxantha, Otidea cochleata, Otidea onotica, Peziza arveniensis, Peziza badia, Peziza repanda, Peziza vesiculosa, Sarcoscypha austriaca, Sarcoscypha coccinea Sarcoscypha dudleyi, Sarcoscypha jurana sau Tremiscus helvelloides, sin. Guepina helvelloida.

## Specii de ciuperci asemănătoare

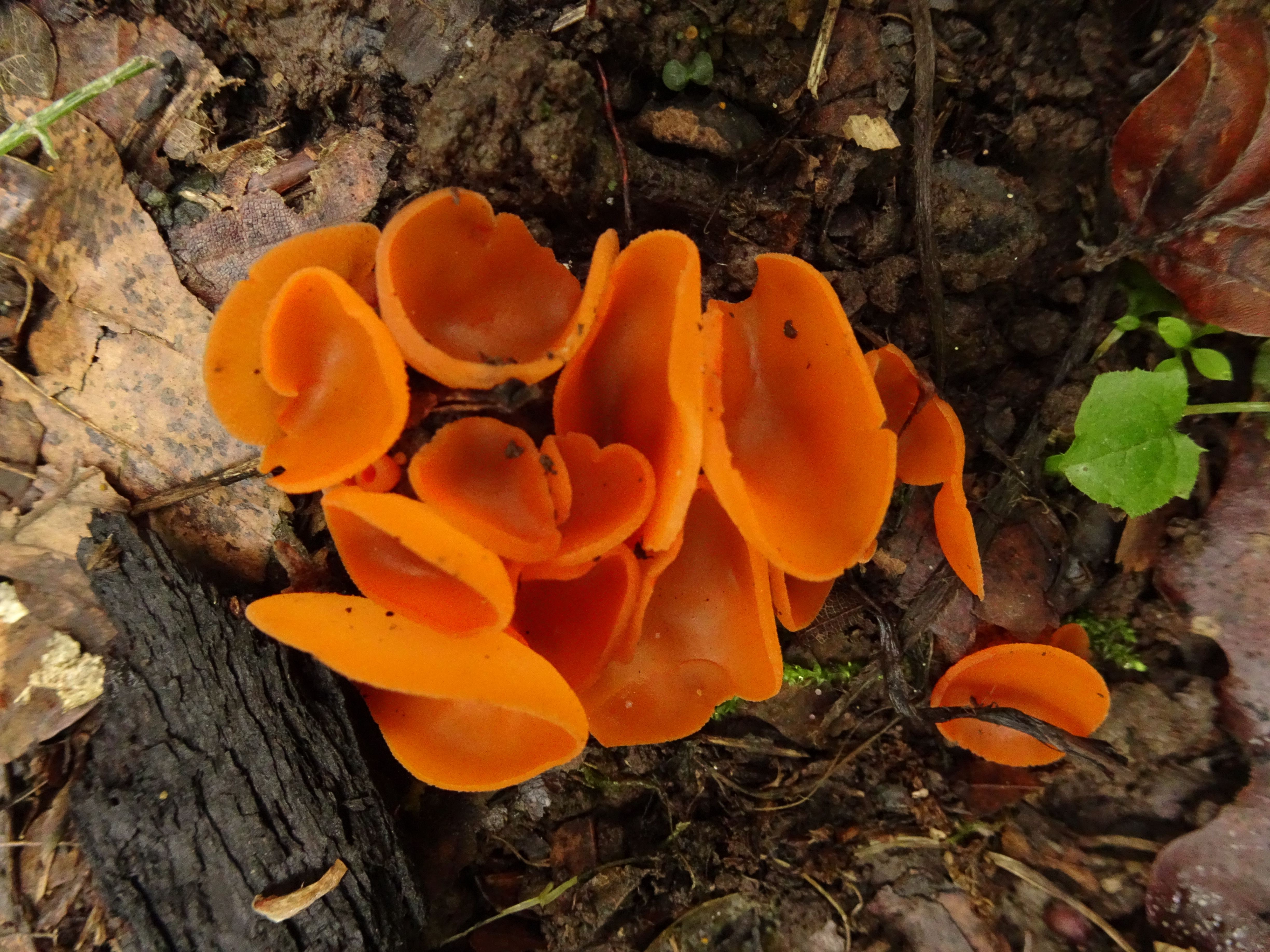
Aleuria aurantia
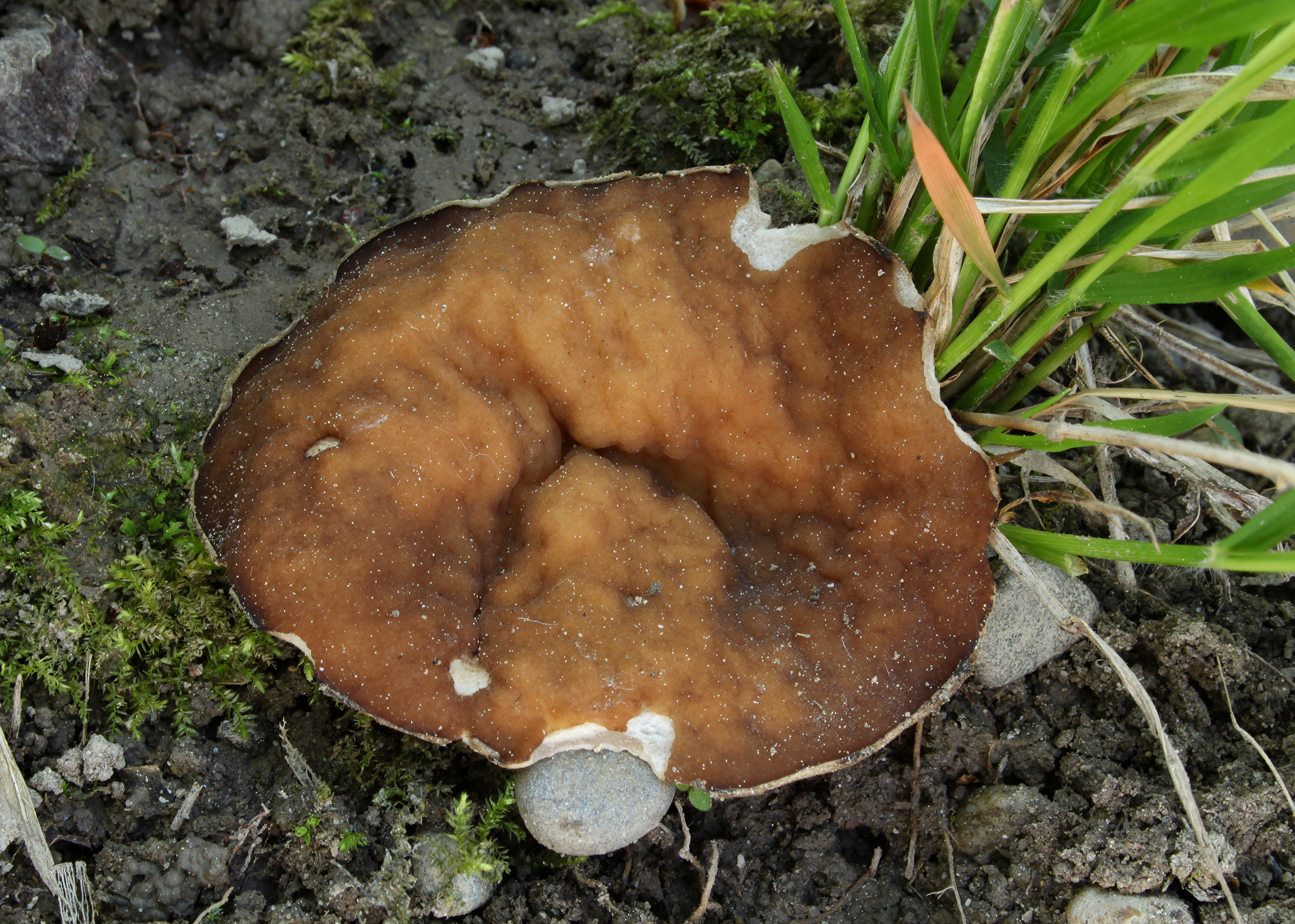
Disciotis venosa
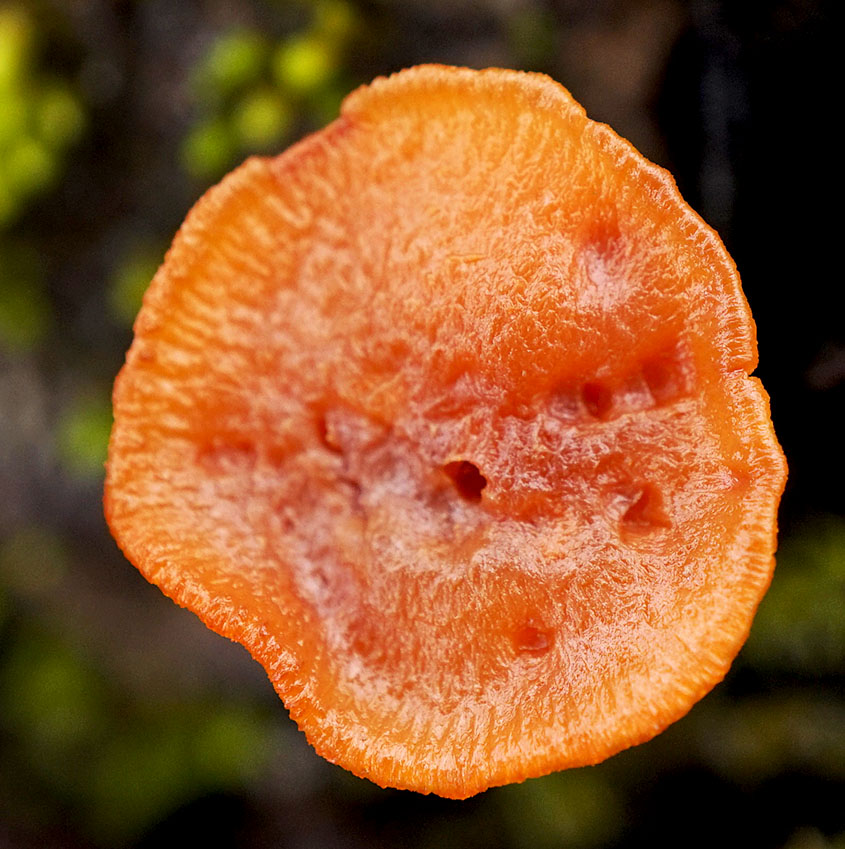
Gyromitra leucoxantha
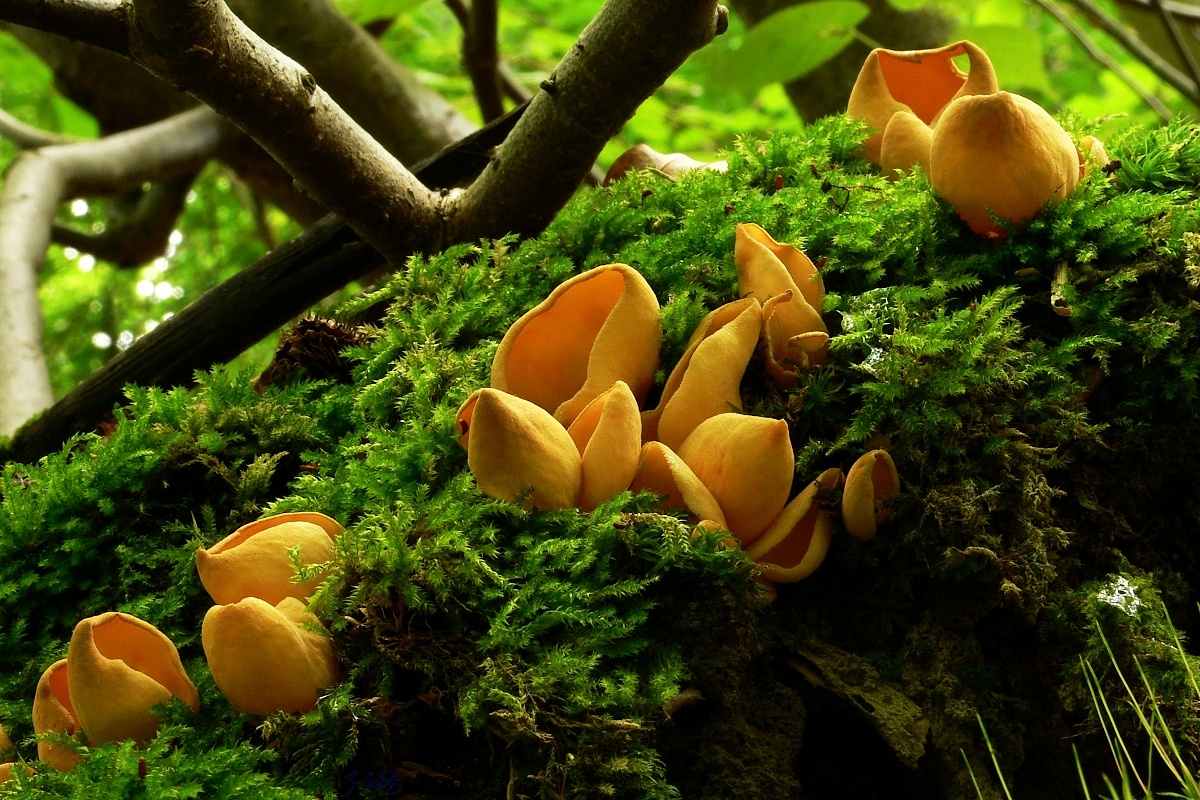
Otidea onotica

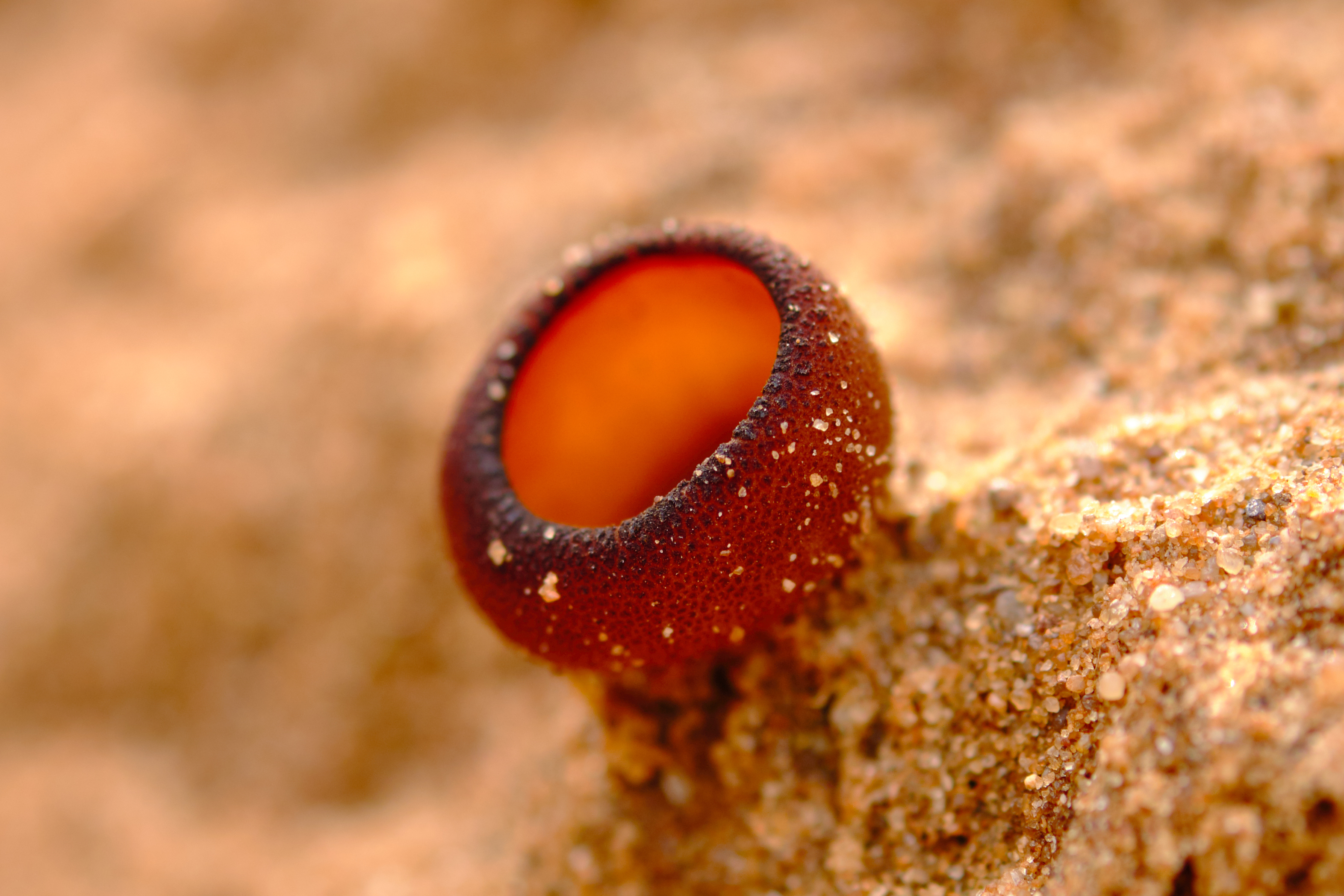
Peziza badia
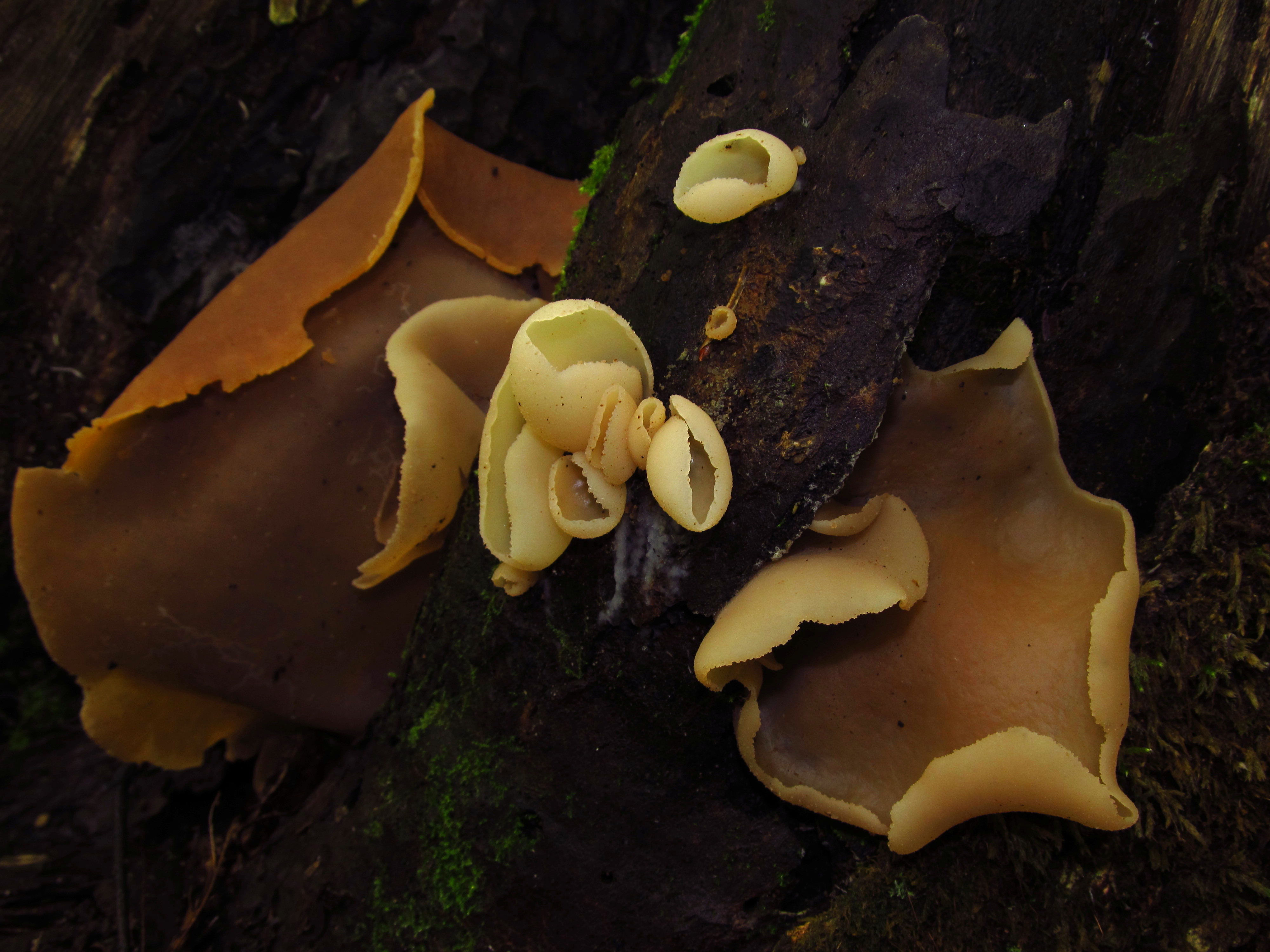
Peziza repanda
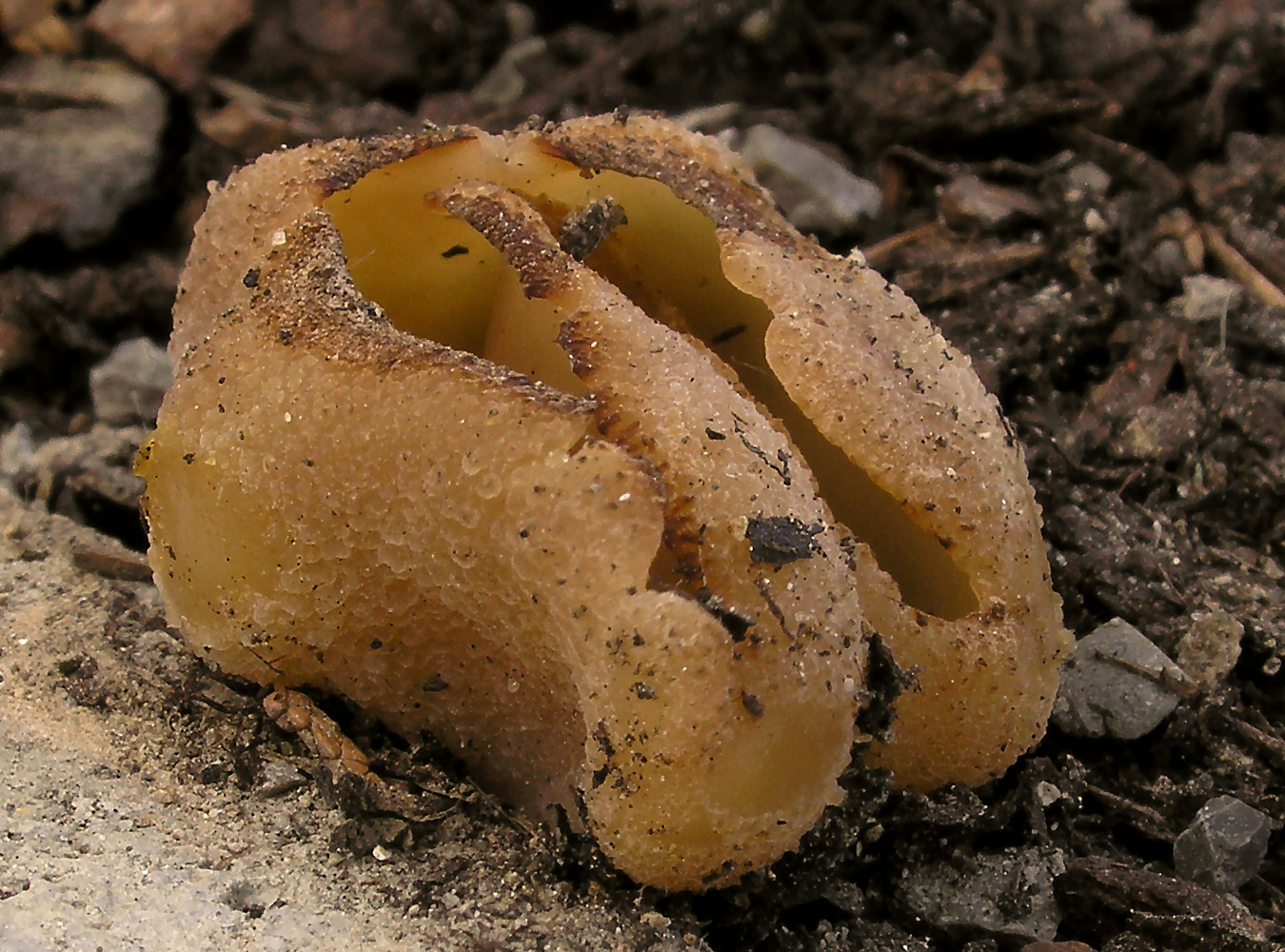
Peziza vesiculosa
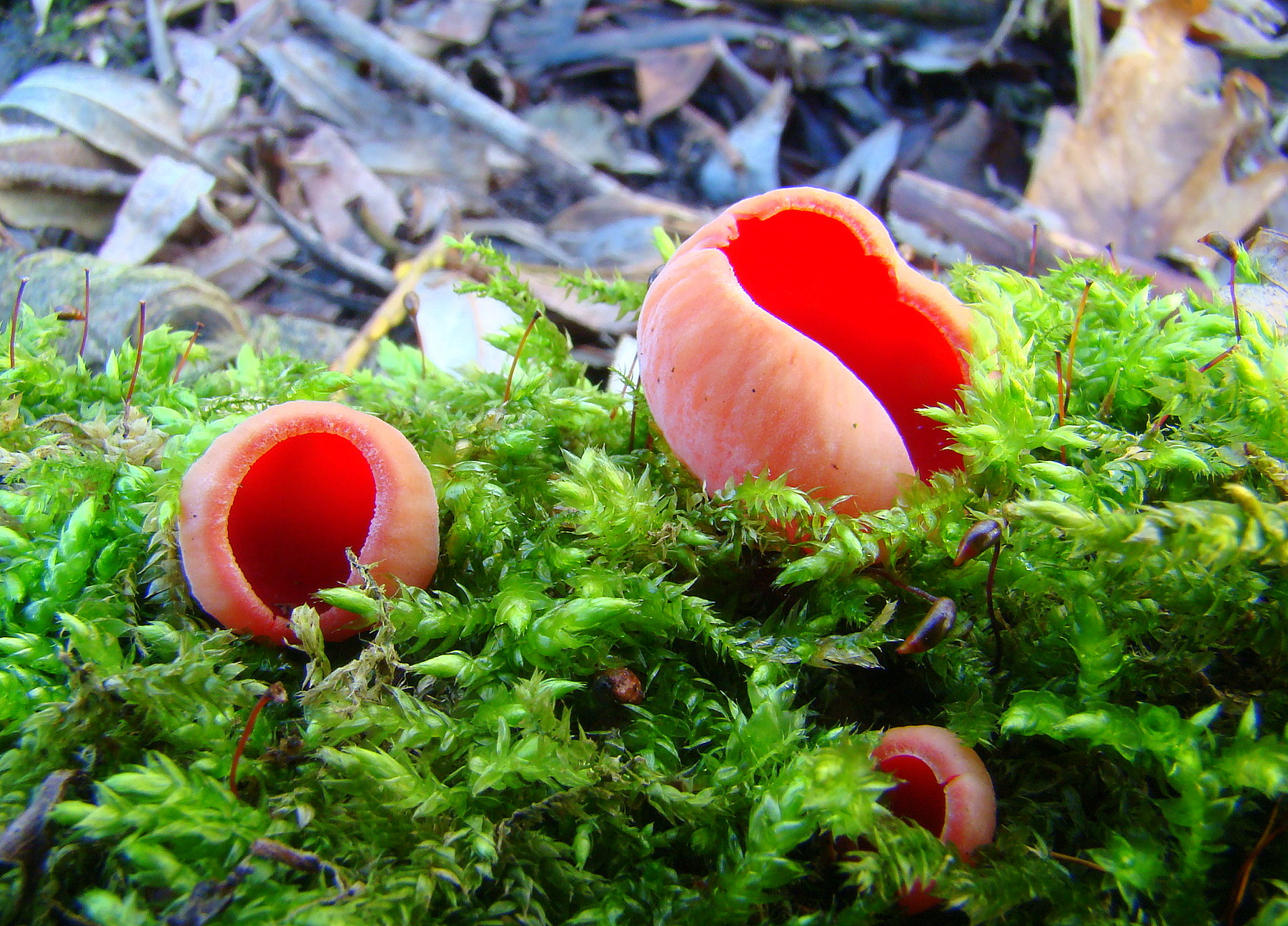
Sarcoscypha austriaca

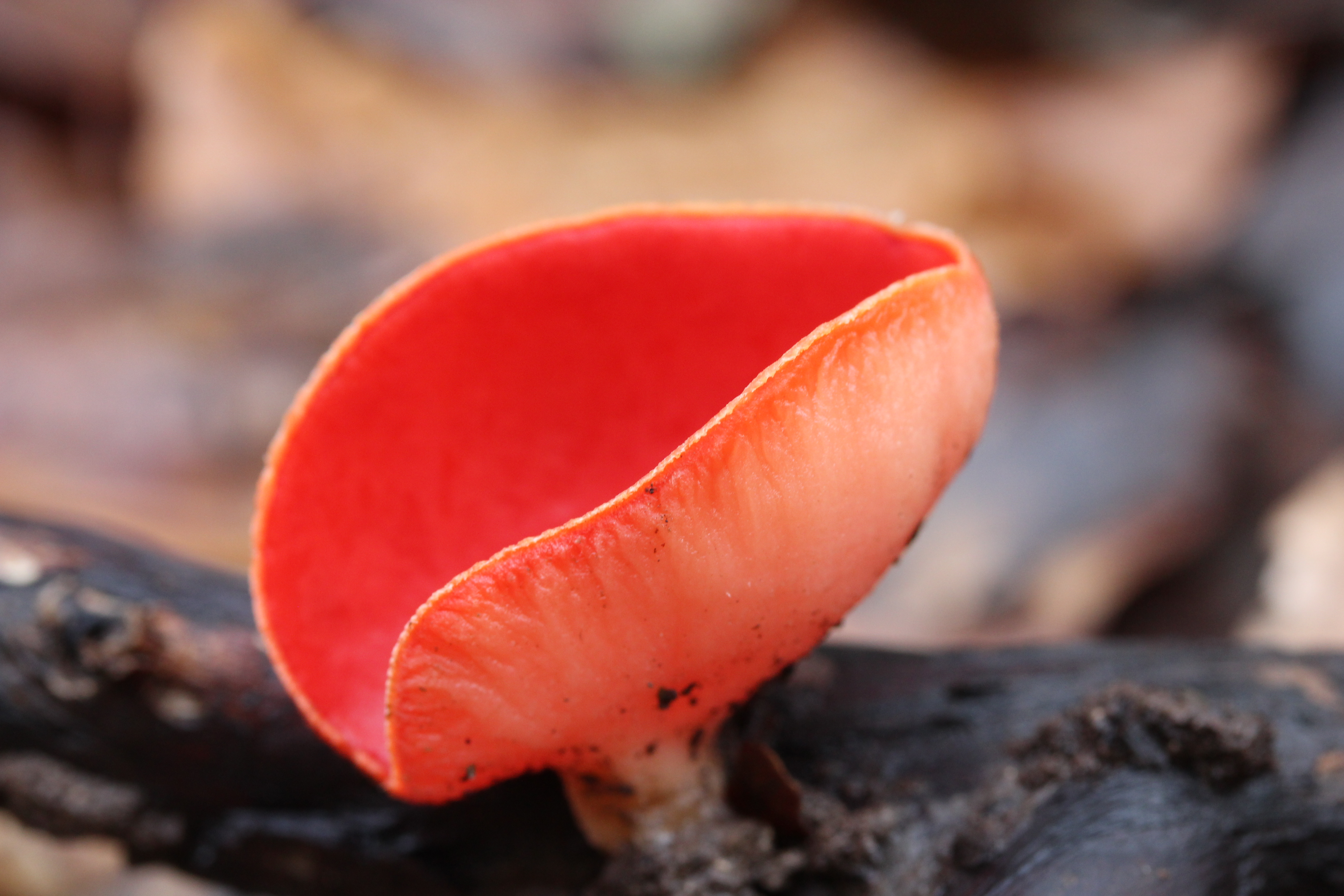
Sarcoscypha coccinea
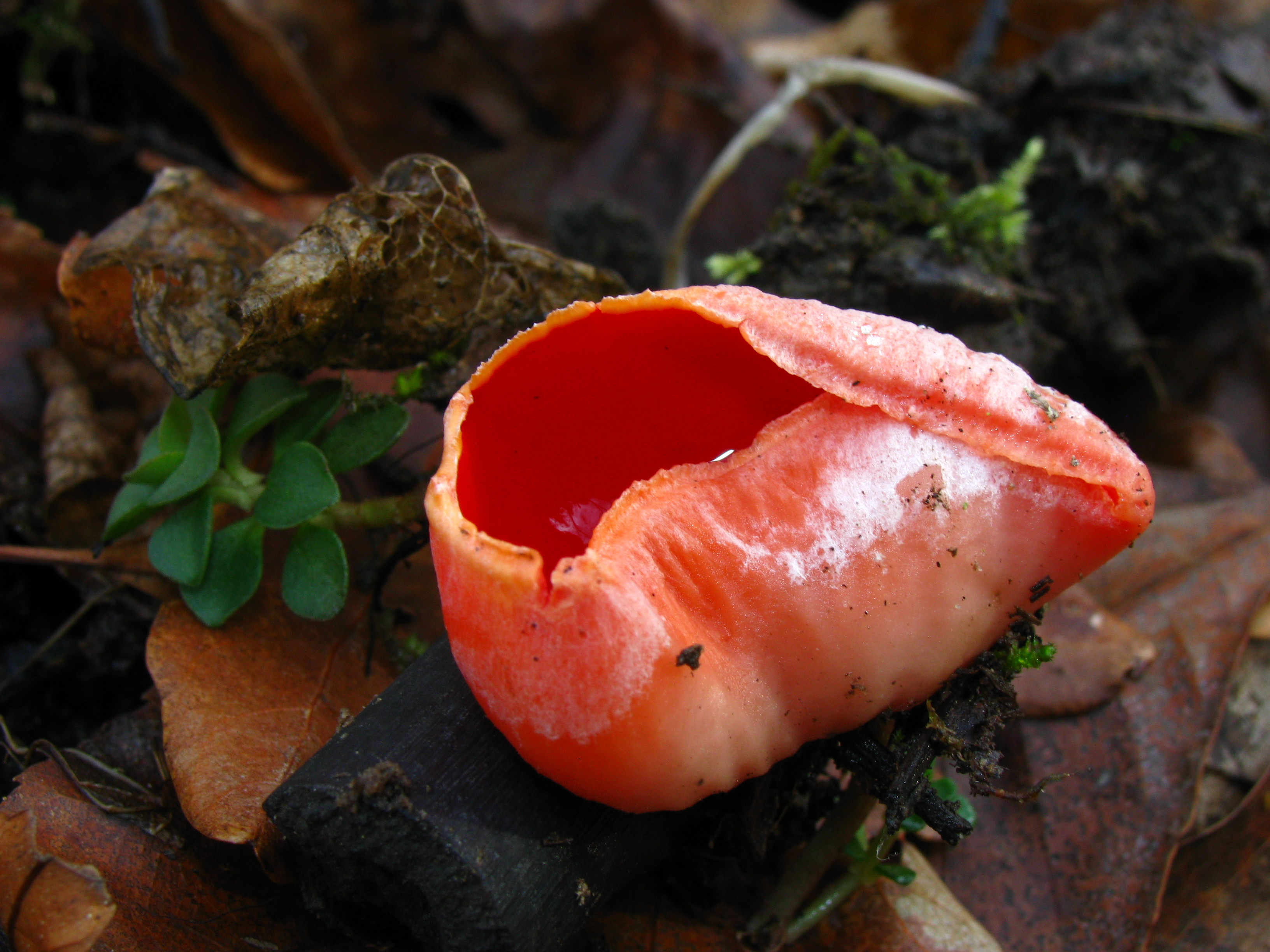
Sarcoscypha dudleyi
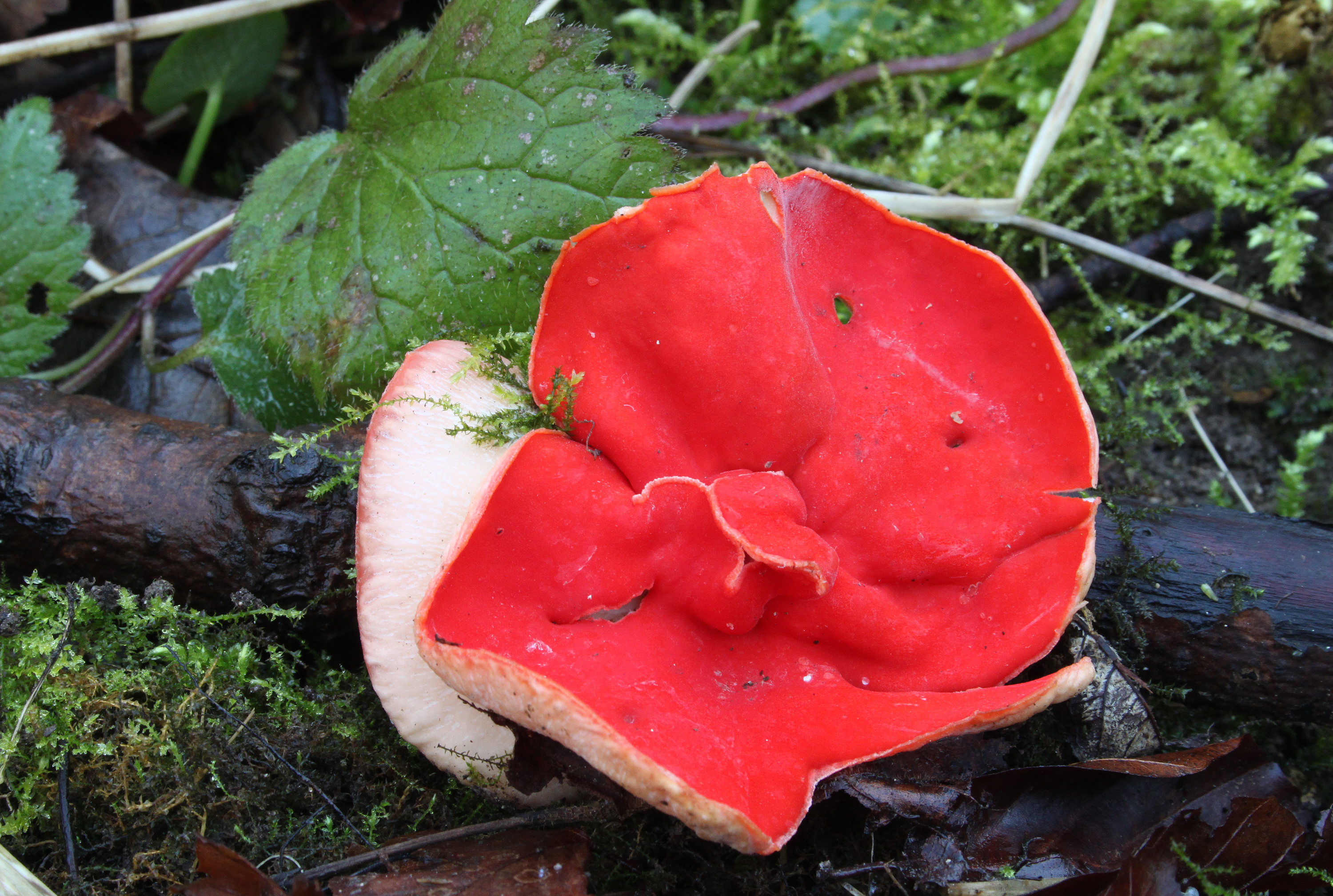
Sarcoscypha jurana
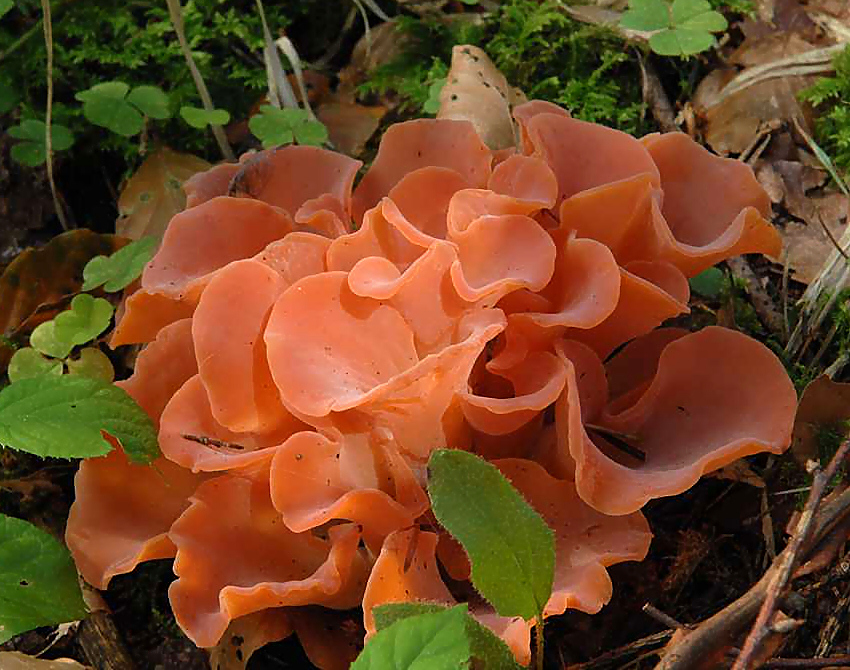
Tremiscus helvelloides sin. Guepina helvelloida

## Valorificare
Caloscypha fulgens este comestibilă chiar în stare crudă, dar maximal exemplare mai tinere. Totuși specia este de valoare culinară foarte scăzută.

## Bibiliografie
- Bruno Cetto: „I funghi dal vero”, vol. 1-7, Editura Arte Grafiche Saturnia, Trento 1976-1993 (pentru cercetarea în total)
- Alan E. Bessette, ‎Arleen R. Bessette, ‎David W. Fischer: „Edible Wild Mushrooms of North America”, Editura University of Texas Press, Austin 1997, ISBN: 0-8156-2707-6
- Rose Marie Dähncke: „1200 Pilze in Farbfotos”, Editura AT Verlag, Aarau 2004, ISBN 3-8289-1619-8
- Richard William George Dennis: „British Ascomycetes”, Editura J. Cramer, Vaduz 1978, ISBN: 978-37682-0552-8
- Angelika Lang: „Pilze: Die wichtigsten Arten entdecken und bestimmen”, Editura Gräfe und Unzer Verlag GmbH, München 2012, ISBN: 978-38338-2613-9
- Gustav Lindau: „Kryptogamenflora für Anfänger: Eine Einführung in das Studium der blütenlosen Gewächse für Studierende und Liebhaber“, vol. 2, Editura Julius Springer, Berlin 1922
- Meinhard Michael Moser: „Kleine Kryptogamenflora der Pilze – vol. II a.: „Höhere Phycomyceten und Ascomyceten”, Editura Gustav Fischer, Jena 1963
- Peter Roberts, Shelley Evans: „The Book of Fungi: A Life-size Guide to Six Hundred Species from Around the World”, Editura Ivy Press, Lewes East Sussex 2014,  ISBN: 978-17824-0136-0
- Alexander Hanchett Smith, Nancy S. Weber: „The Mushroom Hunter's Field Guide”, Editura Thunder Bay Press, Michigan 1996, ISBN: 1-882376-24-2